# 309.º Comando Superior de Artillería
El 309.º Comando Superior de Artillería (Höherer Artillerie-Kommandeur 309 o HArko 309) unidad militar del Heer en la Segunda Guerra Mundial.

## Historia
Formado el 15 de enero de 1942 por la reclasificación del 31.º Comandante de Artillería y asume al 16.º Ejército. En enero de 1944 el personal formar la 309.ª División de Artillería Z.b.V. en París siendo subordinada por el Comando del Ejército Oeste, en 1945 el 5.º Ejército Panzer es asignado.

## Comandantes
- Mayor general Karl Prager - (1 de enero de 1942 - 6 de abril de 1943)
- Mayor general Paul Riedel - (6 de abril de 1943 - 16 de enero de 1944)
- Mayor general Gerhard Graßmann - (16 de enero de 1944 - 15 de noviembre de 1944)
- Teniente general Richard Metz - (15 de noviembre de 1944 - 8 de abril de 1945)
- Teniente general Karl Burdach - (8 de abril de 1945

## Orden de batalla
El 4 de agosto de 1943 estaban subordinadas por el 16.º Ejército.
- 184.ª División de Observación de Posición
- 518.º Von-Messtrupp Ligera

El 14 de septiembre de 1943 estaban subordinadas por el 16.º Ejército.
- 518.º Von-Messtrupp Ligera

El 14 de octubre de 1943 estaban subordinadas por el 16.º Ejército.
- 518.º Von-Messtrupp Ligera

El 5 de enero de 1944 estaban subordinadas por el 16.º Ejército.
- 3.º Regimiento de Mortero Pesado
- 70.º Regimiento de Mortero

El 21 de junio de 1944 estaban subordinadas por el 7.º Ejército.
- 501.ª Batería de Artillería